# Redline
Redline é uma animação japonesa de ficção científica e de corrida dirigido por Takeshi Koike em sua estreia como diretor, produzido pelo estúdio Madhouse. Contém as vozes de Takuya Kimura, Yū Aoi, Tatsuya Gashūin, Yoshinori Okada, Kanji Tsuda, Yoshiyuki Morishita, Akemi, Takeshi Aono, Kōsei Hirota, Unshō Ishizuka, Kenta Miyake, Kōji Ishii, Chō, Kenyu Horiuchi, Tadanobu Asano, and its screenplay was written by Katsuhito Ishii, Yōji Enokido e Yoshiki Sakurai, baseado em uma história original por Ishii. Se passa em um futuro distante onde um homem conhecido como JP leva em grandes riscos a chance de ganhar a corrida titular do submundo.
O filme esteve em produção por 7 anos e usou mais de 100 mil quadros desenhados a mão. Estreou no Festival de Filme Internacional de Locarno no dia 14 de agosto de 2009 e foi lançado nos cinemas japoneses no dia 9 de outubro de 2010 pela Tohokushinsha Film. Apesar das críticas positivas com elogio particular para essa animação, Redline não fez sucesso em bilheteria. Teve maior sucesso após seu lançamento doméstico e é considerado um filme clássico cult.

## Enredo
A cada cinco anos acontece a corrida de carros mais perigosa do universo. Somente os loucos se arriscam a competir. JP pensa em participar, mas deve enfrentar a máfia, o governo e o amor. Mas a Redline deste ano pode ser muito mais perigoso do que o normal - foi anunciado que acontecerá no planeta Roboworld com seus militares e criminosos que buscam transformar a corrida em seu próprio benefício. No entanto, o perigo potencial não para os pilotos; na verdade, isso só aumenta a emoção. Contando apenas com a velocidade de seu veículo, JP se prepara para o evento que está por vir, com o objetivo de conquistar o primeiro lugar na maior corrida de sua vida.

## Elenco
- Takuya Kimura como JP, protagonista
- Yū Aoi como Sonoshee McLaren, par do protagonista
- Tadanobu Asano como Frisbee, mecânico e amigo do JP
- Akane Sakai como Boiboi
- Akemi como Bosbos
- Chō como Inuki Boss
- Daisuke Gouri como Gori-Rider
- Ikki Todoroki como Todoroki
- Shunichiro Miki como Miki
- Kanji Tsuda como Trava
- Yoshiyuki Morishita como Shinkai
- Kenyu Horiuchi  como Secretário de Defesa Titã
- Unshō Ishizuka como Coronel Volton
- Kōsei Hirota como Presidente de Roboworld
- Kōji Ishii como Machine Head

- Takeshi Aono como Old Man Mole, mecânico
- Tatsuya Gashuin como Linchador
- Yoshinori Okada como Johnny Boya
- Kenta Miyake como Little Deyzuna